# Quercus gambelii
Quercus gambelii är en bokväxtart som beskrevs av Thomas Nuttall. Quercus gambelii ingår i släktet ekar, och familjen bokväxter. Inga underarter finns listade.
Arten kan vara utformad som ett träd eller en buske och den är uthärdlig mot torka.
Utbredningsområdet ligger i västra USA i delstaterna Arizona, Colorado, Nevada, New Mexico, Texas, Utah och Wyoming samt i norra Mexiko i delstaterna Chihuahua, Coahuila och Sonora. Arten växer i bergstrakter mellan 990 och 3100 meter över havet. I Utah bildar arten ofta skogar tillsammans med Acer grandidentatum. I Arizona ingår trädet ofta i blandskogar med gultall och Pinus strobiformis. Hjortdjur och andra djur livnär sig av artens blad och ekollon.
För beståndet är inga hot kända. Hela populationen anses vara stabil. IUCN listar arten som livskraftig (LC).

## Bildgalleri

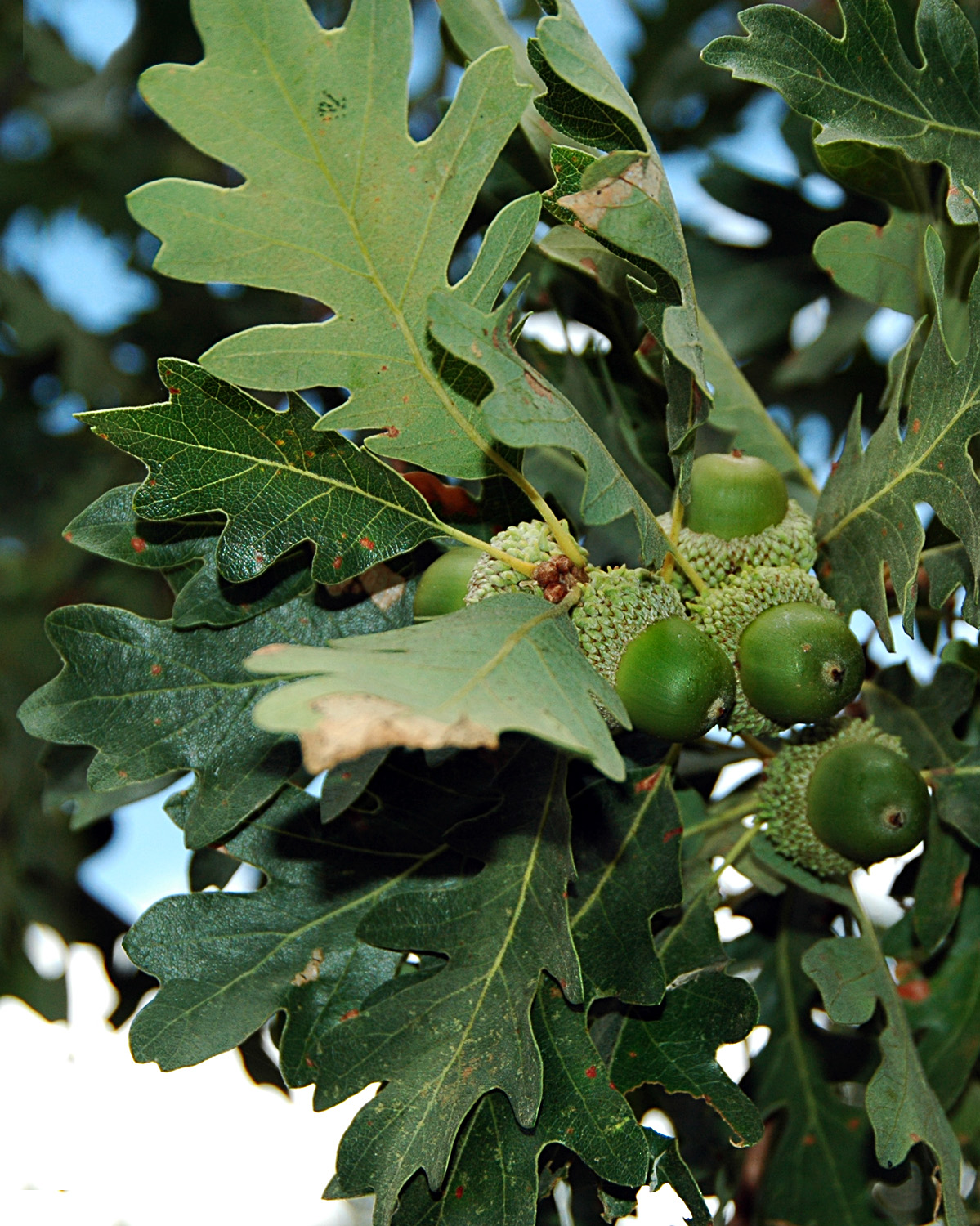
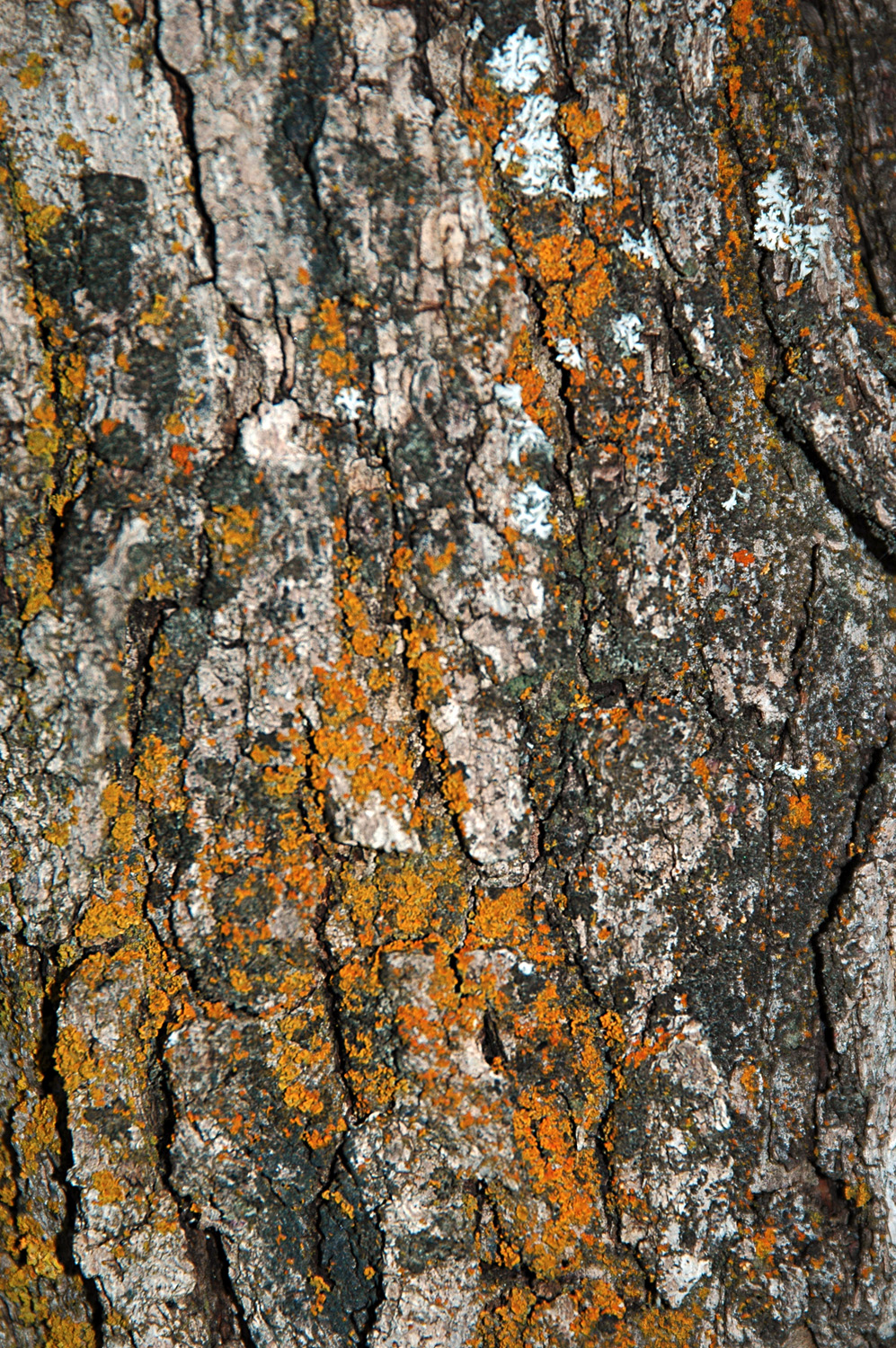